# 希望回声电台
希望回声电台（：／；英语：Radio Echo of Hope）是针对的广播。自称是“海外朝鲜族对朝鲜广播”。广播语言为语，用短波广播。

## 概况
1973年6月开始广播，2007年增加了广播频率。2009年5月18日开始延长夜间广播时间，以改善收听效果。
广播开始播放节目之前先播放耶米列钟钟声，然后再播放节目。每逢整点会有音乐阿里郎播放。广播内容由大韩民国国家情报院负责。
电台的发射台位于韩国京畿道华城市，发射功率100千瓦。不过，由于朝鲜经常对该电台进行干扰，因此在朝鲜及周边国家收听该电台是比较困难的。
李在明政府上台后，出于缓和韩朝关系的考量，国家情报院控制的对北电台停止播出。

## 收听频率
| 韩国标准时（KST） | 频率                 |
| 16:00-12:00       | 3985、5995、6350 kHz |
| 20:00-16:00       | 4885、6250、7720 kHz |

※韩国标准时＝UTC+9
- 频率表自2024年3月起执行。